# Marcia Ball

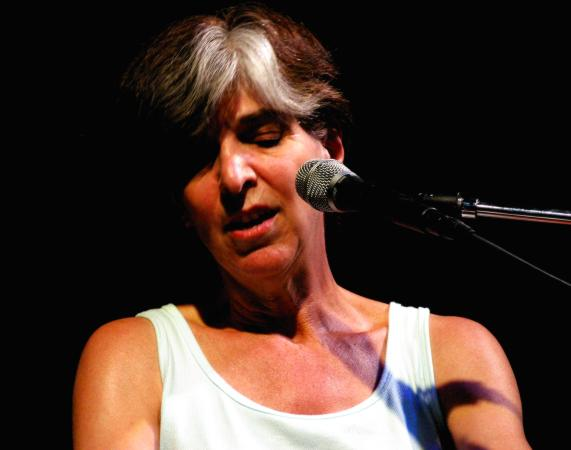
Marcia Ball

Marcia Ball (* 20. März 1949 in Orange, Texas) ist eine US-amerikanische Blues-Sängerin und Pianistin.

## Leben
Ball wuchs in Vinton, Louisiana in einer musikalischen Familie auf. Alle weiblichen Familienmitglieder spielten Klavier; ihr Vater gründete eine Band in Breaux Bridge. Sie begann mit dem Klavierspielen bereits im Alter von fünf Jahren. Mit dem Blues kam sie im Alter von 13 Jahren in Kontakt, als sie bei ihrer Tante modernere Musik hörte als die, die sie bisher aus der Sammlung der Großmutter gehört hatte. 1970 wollte sie nach San Francisco, aber eine Autopanne in Austin, Texas veranlasste sie, nachdem sie die Stadt kennengelernt hatte, dort zu bleiben. Dort gründete sie ihre erste Band (Freda and the Firedogs), 1974 begann sie ihre Solokarriere. 1977 unterzeichnete Ball einen ersten Plattenvertrag mit Capitol Records. Ab den 1980er-Jahren nahm sie von der Kritik gefeierte Alben bei Rounder Records auf, 2001 unterzeichnete sie einen Plattenvertrag bei Alligator Records.
Ihr Pianospiel wurzelt im New Orleans Blues, wie ihn James Booker und Professor Longhair vertreten, und enthält Elemente des Zydeco und des Boogie-Woogie. Als Haupteinfluss für ihren Gesangsstil bezeichnete sie Irma Thomas. Sie ist eine der bekanntesten Vertreterinnen des Louisiana Blues.
Marcia Ball hat sich als wichtiger Teil der Clubszene sowohl von New Orleans als auch Austin etabliert und tritt neben ihren Konzerten in Nordamerika auch bei Festivals und Konzerten in Europa auf.

## Auszeichnungen
- 1998 Blues Music Award als Contemporary Female Vocalist of the Year und als Best Blues Instrumentalist–Keyboards
- 1999 Auftritt im Weißen Haus an der Seite von B. B. King
- 2002 Blues Music Award für Presumed Innocent als Blues Album of the Year
- 2004 Blues Music Award für So Many Rivers als Contemporary Blues Album of the Year und als Contemporary Blues Female Artist of the Year, Album für den Grammy nominiert
- 2005–2007 Blues Music Award als Piano Player of the Year
- 2009 Blues Music Award als Piano Player of the Year
- 2010 Gulf Coast Music Hall Of Fame

## Diskografie
- 1972: Freda and the Firedogs
- 1978: Circuit Queen
- 1979: Freda & The Firedogs Live From The Old Soap Creek Saloon, Austin/Texas, special Guest: Doug Sahm (Big Wheel Records Nr. 10876)
- 1984: Soulful Dress
- 1985: Hot Tamale Baby
- 1989: Gatorhythms
- 1990: Dreams Come True
- 1994: Blue House
- 1997: Let Me Play With Your Poodle
- 1998: Sing It! (gemeinsam mit Tracy Nelson und Irma Thomas nominiert für den Grammy und Blues Music Award)
- 2001: Presumed Innocent
- 2003: So Many Rivers
- 2004: Live at Waterloo Records
- 2005: Live! Down the Road (Grammy-Nominierung)
- 2009: Peace, Love and BBQ
- 2011: Roadside Attractions (Grammy-Nominierung)
- 2014: The Tattooed Lady & The Alligator Man (Grammy-Nominierung)
- 2018: Shine Bright

Gastauftritte
- 2000: Don Wise – In the verge of survival, zusammen mit Delbert McClinton